# Bojan Neziri
Bojan Neziri cyr. Бојан Незири (ur. 26 lutego 1982 w Šabacu, Jugosławia) – serbski piłkarz, grający na pozycji obrońcy, a wcześniej pomocnika lub napastnika, reprezentant Serbii i Czarnogóry.

## Kariera piłkarska

### Kariera klubowa
W 1997 rozpoczął karierę piłkarską w FK Radnički Zorka, skąd w następnym roku powrócił do swego rodzimego miasta, gdzie został piłkarzem FK Mačva Šabac. W 2000 przeszedł do FK Vojvodina Nowy Sad. Latem 2003 wyjechał do Ukrainy, gdzie został piłkarzem Metałurha Donieck, skąd w sierpniu 2003 był wypożyczony na pół roku do Szachtara Donieck. W sezonie 2005/06 grał na zasadach wypożyczeniu w VfL Wolfsburg. Po powrocie do Doniecka w czerwcu 2006 przedłużył kontrakt do 1 lipca 2010 roku. W 2007 zasilił skład belgijskiego FC Brussels. Od 2008 bronił barw węgierskiego Győri ETO FC. Na początku 2011 powrócił do ojczyzny, gdzie występował w FK Inđija.

### Kariera reprezentacyjna
Występował w młodzieżowej oraz narodowej reprezentacji Serbii i Czarnogóry.

## Sukcesy i odznaczenia

### Sukcesy klubowe
- brązowy medalista Mistrzostw Ukrainy: 2004, 2005